# Kalidiatou Niakaté
Pour les articles homonymes, voir Niakaté.
Kalidiatou Niakaté, née le 15 mars 1995 à Paris, est une joueuse de handball française évoluant au poste d'arrière gauche.

## Biographie
Elle commence le handball à Aubervilliers (Seine-Saint-Denis), où vit sa famille. Elle survole avec brio toutes les catégories jeunes d’Aubervilliers puis du pôle espoirs de Châtenay-Malabry avant d'intégrer le centre de formation d’Issy-Paris à 16 ans. Elle y signe son premier contrat professionnel en 2011
En 2013, à l'âge de 17 ans, elle remporte son premier titre national avec son club formateur, la coupe de la Ligue 2013.
À l'été 2014, elle participe au Championnat du monde junior avec l'équipe de France de handball, qui termine à la cinquième place. Elle réalise 27 buts en 53 tentatives ainsi que 14 passes décisives en neuf matchs.
En octobre 2014, elle est appelée en équipe de France pour participer à la seconde édition de la Golden League. Elle y fait ses premières minutes de jeu avec la sélection sénior le 9 octobre 2014 (avec le numéro 21) lors du match Danemark-France remporté 22 à 19.
À 21 ans et après six saisons à Issy Paris Hand, elle choisit de ne pas prolonger et s'engage avec Nantes, club ambitieux et en pleine progression, pour la saison 2017-2018.
En équipe de France, elle fait partie du groupe vainqueur du titre mondial en 2017, où elle inscrit 12 buts, et du titre européen 2018. Peu en vue lors de cette dernière compétition, elle est remplacée avant les quarts de finale par Gnonsiane Niombla.
En février 2019, elle se blesse au genou et voit sa saison terminée. Pour la saison 2019-2020, elle rejoint le Brest Bretagne Handball.
Elle dispute le championnat d'Europe 2020 où elle est élue meilleure joueuse de la demi-finale remportée face à la Croatie.
Elle fait partie de l'équipe de France sacrée championne olympique aux Jeux de 2020.
Elle fait partie de l'équipe de France disputant le Championnat du monde féminin de handball 2021 ; elle quitte le groupe avant les quarts de finale par décision sportive d'Olivier Krumbholz.

## Palmarès

### En sélection
Jeux olympiques
- vainqueur des Jeux olympiques d'été de 2020

championnats du monde
- vainqueur du championnat du monde 2017

championnats d'Europe
- vainqueur du championnat d'Europe 2018
- finaliste du championnat d'Europe 2020

autres
- 5e place du championnat du monde junior en 2014

### En club
compétitions internationales
- finaliste de la ligue des champions en 2021 (avec Brest Bretagne Handball)
- finaliste de la coupe Challenge en 2014 (avec Issy Paris Hand)

compétitions nationales
- championne de France en 2021 (avec Brest Bretagne Handball)
- vainqueur de la coupe de France en 2021 (avec Brest Bretagne Handball)

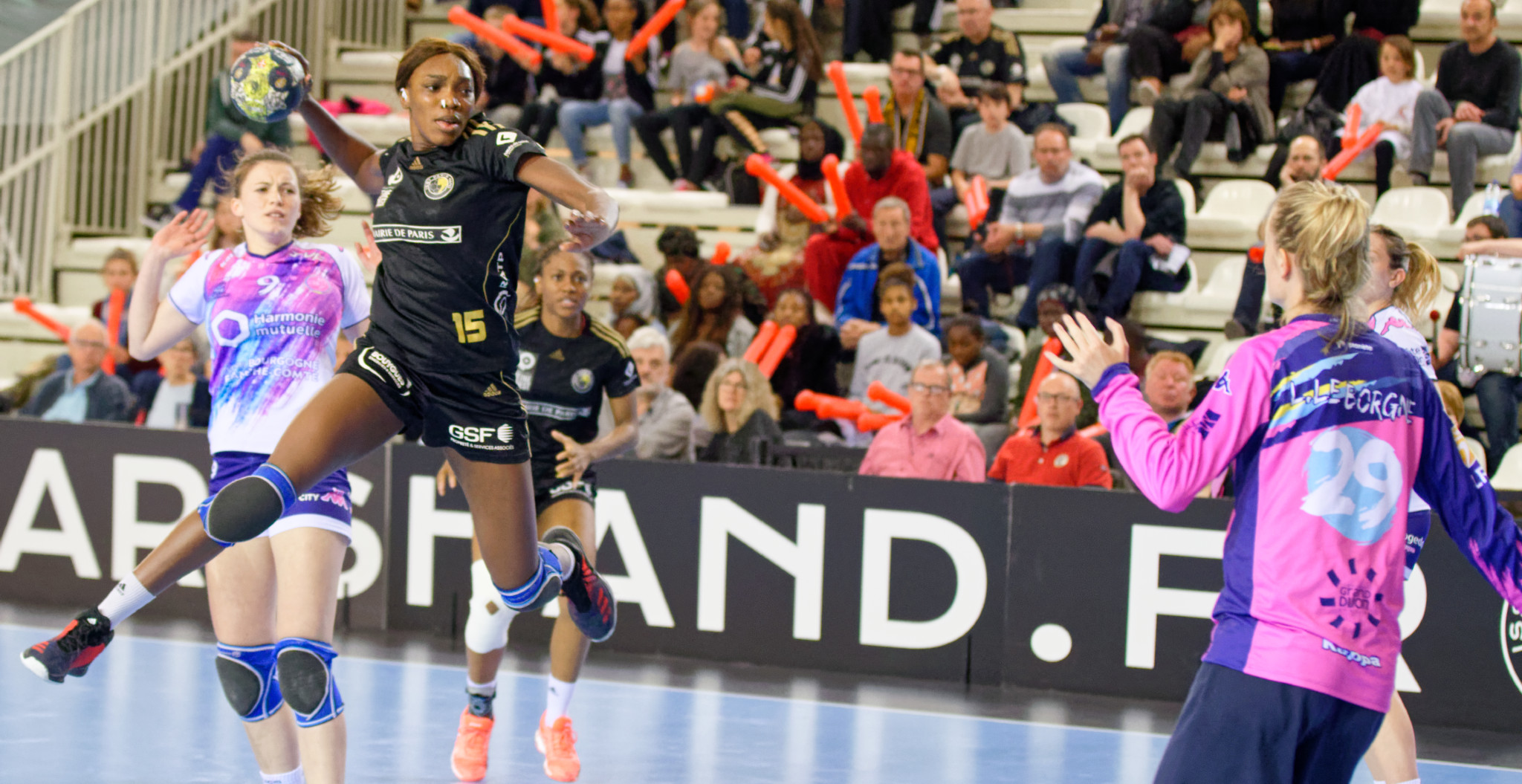
Match de LFH entre Issy Paris Hand et Dijon. A Issy Les Moulineaux, le 22 avril 2017.

- vainqueur de la coupe de la Ligue en 2013 (avec Issy Paris Hand)

## Décorations
- Chevalier de la Légion d'honneur (2021)[20]